# Aek Nauli (Siantar Selatan)
Aek Nauli is een bestuurslaag in het regentschap Pematang Siantar van de provincie Noord-Sumatra, Indonesië. Aek Nauli telt 3667 inwoners (volkstelling 2010).